# Сельское поселение «Деревня Манино»
Сельское поселение «Деревня Манино» — муниципальное образование в составе Людиновского района Калужской области России.
Центр — деревня Манино.

## Население
| 2010 | 2012 | 2013 | 2014 | 2015 | 2016 | 2017 |
| ---- | ---- | ---- | ---- | ---- | ---- | ---- |
| 868  | →868 | ↗872 | ↘858 | ↗860 | ↗880 | ↗898 |
| 2018 | 2019 | 2020 | 2021 |      |      |      |
| ↘885 | ↘863 | ↘855 | ↘654 |      |      |      |

## Состав
Границы и состав сельского поселения определены законом Калужской области от 04 октября 2004 года № 354-ОЗ «Об установлении границ муниципальных образований, расположенных на территории административно-территориальных единиц "Барятинский район", "Куйбышевский район", "Людиновский район", "Мещовский район", "Спас-Деменский район", "Ульяновский район", и наделении их статусом городского поселения, сельского поселения, муниципального района».
В поселение входят 15 населённых пунктов:
| №  | Населённый пункт         | Тип населённого пункта          | Население |
| -- | ------------------------ | ------------------------------- | --------- |
| 1  | Буда                     | деревня                         | ↘70       |
| 2  | Иваново-Сергиевск        | железнодорожная станция         | ↘13       |
| 3  | Колчино                  | деревня                         | ↘43       |
| 4  | Колчино                  | село                            | ↘20       |
| 5  | Косяки                   | железнодорожный разъезд         | ↘0        |
| 6  | Красный Петух            | деревня                         | →2        |
| 7  | Кретовка                 | деревня                         | ↘56       |
| 8  | Манино                   | деревня, административный центр | ↗549      |
| 9  | Николаевка               | деревня                         | ↘2        |
| 10 | Погост                   | деревня                         | ↘60       |
| 11 | Родомическое лесничество | деревня                         | ↗8        |
| 12 | Савинское лесничество    | деревня                         | ↗17       |
| 13 | Тихоновка                | деревня                         | ↘11       |
| 14 | Усохи                    | деревня                         | ↘13       |
| 15 | Шабаново                 | деревня                         | ↘4        |